# Deutsches Meisterschaftsrudern 1979
Das 90. Deutsche Meisterschaftsrudern wurde 1979 in München ausgetragen. Wie im Vorjahr wurden insgesamt Medaillen in 18 Bootsklassen vergeben, davon 13 bei den Männern und 5 bei den Frauen.

## Medaillengewinner

### Männer
| Bootsklasse                           | Gold | Silber | Bronze |
| ------------------------------------- | --- | --- | --- |
| Einer                                 | Peter-Michael Kolbe (Hammerdeicher RV) | Helmut Krause (Berliner RC) | Axel Reichert (RV Treviris 1921) |
| Doppelzweier                          | Würzburger RG Bayern Hermann Greß Michael Gentsch | Ulmer RC Donau Raimund Hörmann Dieter Wiedenmann | RV Freiweinheim-Ingelheim 1920 Albert Hedderich Michael Dürsch |
| Zweier ohne Steuermann                | Hannoverscher RC von 1880 Wolfram Thiem Frank Schütze | Lübecker RK Christian Wolke Rüdiger Borchardt | WSV Honnef Achim Götz Kuno Höhmann |
| Zweier mit Steuermann                 | Kölner RV von 1877 Klaus Meyer Gabriel Konertz Helmut Sassenbach (Stm.) | Rgm. Mainzer RV von 1878 / RK am Baldeneysee Thomas Scholl Diethelm Maxrath Hartmut Wenzel (Stm.) | Potsdamer RC Germania Erhard Engelmann Lutz Redlinger Lars Asmus (Stm.) |
| Doppelvierer                          | Rgm. RV Freiweinheim-Ingelheim 1920 / Ulmer RC Donau Albert Hedderich Raimund Hörmann Dieter Wiedenmann Michael Dürsch | Rgm. RV Rhenania Germersheim / RC Karlstadt 1928 / RG München 1972 / Frankfurter RG Oberrad 1879 Dieter Baier Georg Agrikola Bernd Fleischmann Ralf Thienel | Rgm. TV 1877 Essen-Kupferdreh / RTHC Bayer Leverkusen / ARC Rhenus Bonn Achim Cremer Uwe Ekrutt Georg Kurek Georg Grützner |
| Vierer ohne Steuermann                | Rgm. Lübecker RK / Hammerdeicher RV Peter Reusch Peter-Michael Kolbe Christian Wolke Rüdiger Borchardt | Rgm. RK am Baldeneysee / Mindener RV Jörg Hohendahl Detlev Wannagat Martin Krajewski Ekkehard Gruhn | Rgm. RC Hansa von 1898 / RC Witten / RK am Baldeneysee Martin Wocher Volker Grabow Christian Kuhlmey-Becker Martin Sehrbrock |
| Vierer mit Steuermann                 | Rgm. Hannoverscher RC von 1880 / RC Hansa von 1898 / Berliner RC Andreas Görlich Frank Schütze Wolfram Thiem Wolf-Dietrich Oschlies Manfred Klein (Stm.) | Rgm. Mainzer RV / RK am Baldeneysee Diethelm Maxrath Thomas Scholl Heribert Karches Werner Hellwig Hartmut Wenzel (Stm.) | Rgm. Potsdamer RC Germania / Ratzeburger RC Erhard Engelmann Lutz Redlinger Wilfried Bach Karl-Friedrich Bach Lars Asmus (Stm.) |
| Achter                                | Rgm. Hannoverscher RC von 1880 / RC Hansa von 1898 / ETuF Essen / Kölner RV von 1877 / Potsdamer RC Germania Andreas Görlich Janis Mikelsons Klaus Roloff Gabriel Konertz Wolfram Thiem Frank Schütze Klaus Meyer Wolf-Dietrich Oschlies Helmut Sassenbach (Stm.) | Rgm. RK am Wannsee / Erster Kieler Ruder-Club von 1862 / Lübecker RG von 1885 / Mindener RV von 1905 Harald Schulz Carsten Niepmann Peter Cloppenburg Andreas Beyer Martin Lorenzen Holger Niepmann Stefan von Weydenberg Werner Raabe Tom Kipping (Stm.)                             | Rgm. RC Hansa von 1898 / RC Witten / RK am Baldeneysee / Rvg. Hellas-Titania Berlin / Berliner RK Brandenburgia / TV 1877 Essen-Kupferdreh / WSV Honnef Martin Wocher Volker Grabow Ekkehard Gruhn Jörg Hohendahl Wolfgang Maennig Michael Hehlke Achim Götz Kuno Höhmann Hartmut Wenzel |
| Leichtgewichts-Einer                  | Christian-Georg Warlich (RV Blankenstein) | Hansjörg Käufer (Ulmer RC Donau) | Jochen Pergande (Lübecker RK) |
| Leichtgewichts-Doppelzweier           | Stuttgarter RG von 1899 Peter Buselmeier Rainer Ritter | RG Trier 1883 Michael Hoeft Thomas Thein | Der Hamburger und Germania RC Rolf Behrens Johannes Petersen |
| Leichtgewichts-Zweier ohne Steuermann | Spandauer RC Friesen Martin Stöckmann Uwe Stöckmann | Der Hamburger und Germania RC Ralf Reiber Ulf Peuß | WSV Godesberg Jürgen Schnopp Rolf Meissner |
| Leichtgewichts-Vierer ohne Steuermann | Rgm. Der Hamburger und Germania RC / Bremer RC Hansa / RC Favorite Hammonia Thorsten Arnold Reinhold Hesse Uwe Brammerloh Werner Glowik | Rgm. RC Tegel 1886 / Kölner RV von 1877 Eberhard Rehwinkel Peter Huck Hans-Jürgen Olszewski Lutz Neubert | Rgm. RC Favorite Hammonia / RC Allemannia von 1866 / RV Wandsbek Andreas Scharenberg Matthias Wichmann Claus Niebelschütz Thomas Werner |
| Leichtgewichts-Achter                 | Rgm. Rvg. Berlin von 1878 / Der Hamburger und Germania RC / RK am Wannsee / Spandauer RC Friesen / Ratzeburger RC Harald Schröder Jan Irmer Ulf Peuß Ralf Reiber Tilo Wemhöhner Martin Blaese Uwe Stöckmann Martin Stöckmann Tom Kipping (Stm.)                   | Rgm. RTHC Bayer Leverkusen / TV 1877 Essen-Kupferdreh / RK am Baldeneysee / RK am Wannsee / Der Hamburger und Germania RC / RU Arkona Berlin Rolf Behrens Johannes Petersen Andreas Fischer Peter Borghorst Thomas Grunau Axel Löhr Andreas Nowka Helmut Minuth Hartmut Wenzel (Stm.) | Rgm. Der Hamburger und Germania RC / Bremer RC Hansa / RC Favorite Hammonia / Kölner RV von 1877 / RC Tegel 1886 Reinhold Hesse Thorsten Arnold Uwe Brammerloh Werner Glowik Peter Huck Eberhard Rehwinkel Hans-Jürgen Olszewski Lutz Neubert Manfred Klein (Stm.)                       |

### Frauen
| Bootsklasse                 | Gold | Silber | Bronze |
| --------------------------- | --- | --- | --- |
| Einer                       | Thea Gröll (Ulmer RC Donau) | Bärbel Reichmann (Hamburger RC von 1925) | Iris Völkner (SV Polizei Hamburg) |
| Doppelzweier                | Rgm. RG Wetzlar 1880 / Lübecker Frauen-RG Petra Löhr Doris Dannenberg                                                                          | Kölner RV von 1877 Veronika Walterfang Sabine Reuter | Rgm. Frankfurter RG Germania / Erster Kieler RC von 1862 Karin Belzer Johanna Kiesel                                                                                |
| Zweier ohne Steuerfrau      | Rgm. RV Saar Undine / RC Tegel 1886 Eva Dick Brigitte Bandura                                                                                  | Bremer RC Hansa Monika Risse Andrea Pohlman | Keine weiteren Boote angetreten. |
| Doppelvierer mit Steuerfrau | Rgm. Neusser RV / Kölner RV von 1877 / Frauen-RC Wannsee Anne Dickmann Veronika Walterfang Petra Finke Sabine Reuter Kathrien Plückhahn (Stf.) | Rgm. Ulmer RC Donau / Bremer RC Hansa / Lübecker Frauen-RG von 1907 / RG Wetzlar 1880 Gaby Last Thea Gröll Petra Löhr Doris Dannenberg Daniela May (Stf.) | Rgm. ARC Rhenus Bonn / RK am Wannsee / Lübecker Frauen-RK / RV Zell 1921 / Ratzeburger RC Dorothea Cyss Ute Kumitz Karin Pagels Andrea Lehmen Birgit Kappler (Stf.) |
| Vierer mit Steuerfrau       | Rgm. SV Polizei Hamburg / Bremer RC Hansa / RC Marl Andrea Pohlmann Iris Völkner Mechthild Bambrink Monika Risse Daniela May (Stm.)            | Rgm. RC Hansa von 1898 / RV Münster von 1882 / RC Mark Wetter Regina Kleine-Kuhlmann Cornelia Drewitzki Ellen Becker Dagmar Schindler unbekannt (Stf.)    | Rgm. RV Saar Undine / RC Tegel 1886 / Mainzer RV von 1878 / Frauen-RC Wannsee Eva Dick Brigitte Bandura Ursula Decker Karola Brandt Kathrien Plückhahn (Stf.)       |